# Chabris

Chabris este o comună în departamentul Indre, Franța. În 1 ianuarie 2022 avea o populație de 2.762 de locuitori.